# Gare de Rozivka
La gare de Rozivka, (ukrainien : Розівка (станція)) est une gare ferroviaire ukrainienne située à proximité de Rozivka.